# Baza namiotowa na Hali Górowej

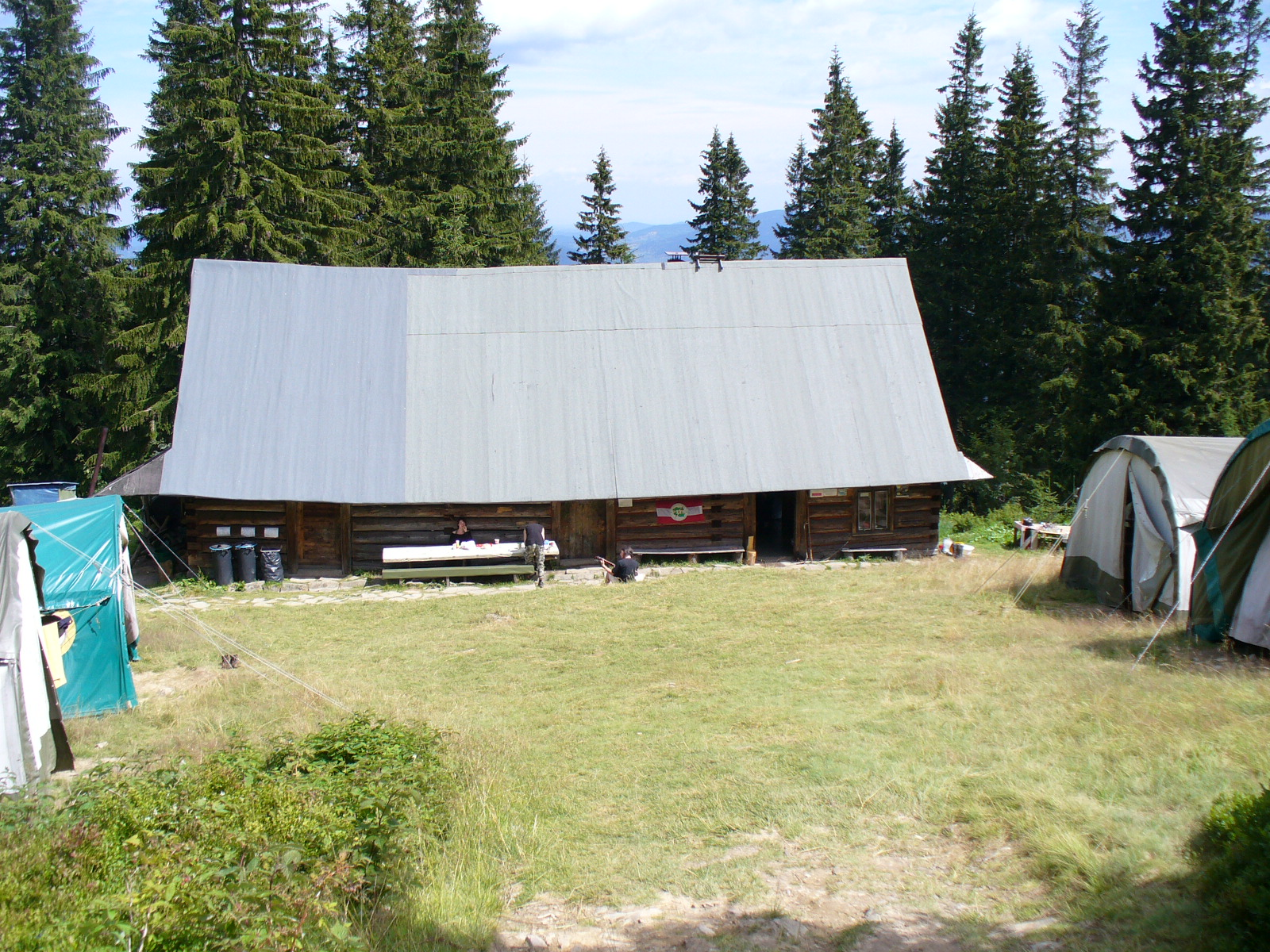
Bacówka w bazie na Hali Górowej

Baza namiotowa Hala Górowa – studencka baza namiotowa, położona na wysokości 1134 m n.p.m. na Hali Górowej, na południowo-wschodnim stoku Buczynki w Beskidzie Żywieckim.
Baza czynna jest od połowy czerwca do połowy września. Posiada 60 miejsc noclegowych w budynku drewnianej bacówki, zaadaptowanej na cele mieszkalne, oraz wieloosobowych namiotach; ponadto istnieje możliwość rozbicia własnego namiotu. Na miejscu dostępna jest kuchnia turystyczna oraz ciepły prysznic (po uprzednim napaleniu w piecu typu „koza”).
Baza istnieje od 1985 roku i prowadzona jest przez Studenckie Koło Przewodników Beskidzkich w Katowicach. Stanowi dogodny punkt wypadowy do wycieczek na Pilsko, w pobliżu przebiega też Główny Szlak Beskidzki.

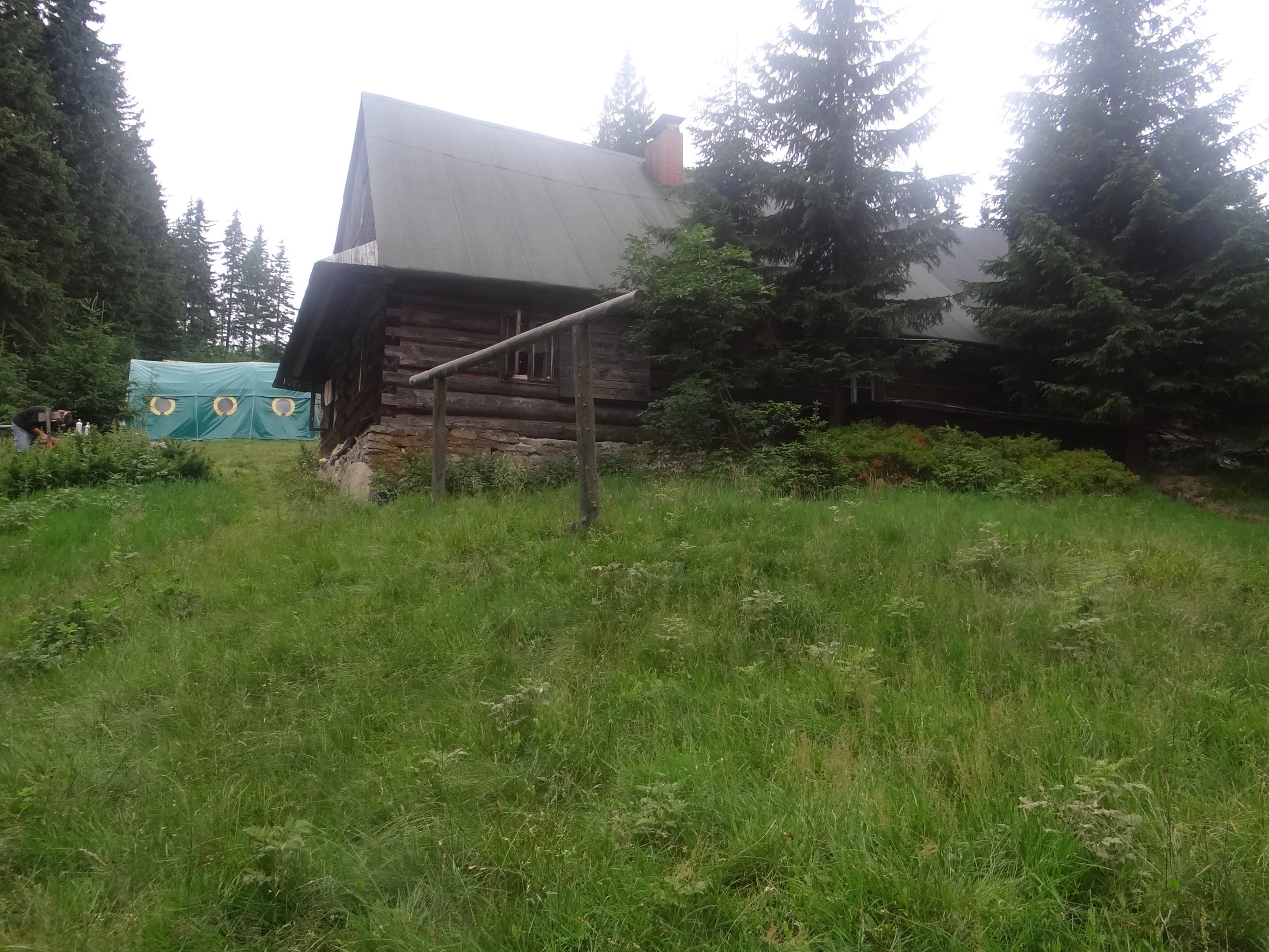
Bacówka na Hali Górowej

## Dojście do bazy
– zielony szlak: Sopotnia Wielka – Hala Jodłowcowa – Hala Górowa – Schronisko PTTK na Hali Miziowej
 – czarny szlak: Korbielów (przystanek PKS „Szkoła”) – Przełęcz Przysłopy – Hala Uszczawne – Hala Malorka – Uszczawne Wyżne (skrzyżowanie ze szlakiem zielonym)
Istnieje możliwość dojścia z doliny Buczynki tzw. „chodnikiem arcyksięcia” (bez znaków).